# Faza eliminatorie a Ligii Campionilor 2012-2013
Meciurile din faza eliminatorie a Ligii Campionilor 2012-2013 s-au desfășurat între 12 februarie și 25 mai 2013. Finala a avut loc la Stadionul Wembley din Londra, Anglia.

## Echipe calificate
| Cheie de culori           |
| ------------------------- |
| Turul din faza grupelor   |
| Returul din faza grupelor |

| Grup | Câștigători         | Locul 2        |
| ---- | ------------------- | -------------- |
| A    | Paris Saint-Germain | Porto          |
| B    | Schalke 04          | Arsenal        |
| C    | Málaga              | Milan          |
| D    | Borussia Dortmund   | Real Madrid    |
| E    | Juventus            | Șahtior Donețk |
| F    | Bayern München      | Valencia       |
| G    | Barcelona           | Celtic         |
| H    | Manchester United   | Galatasaray    |

## Optimi de finală
Manșa tur a avut loc pe 12, 13, 19 și 20 februarie iar manșa retur va avea loc pe 5, 6, 12, 13 martie 2013.
| Echipa 1         | Scor gen. | Echipa 2            | Tur | Retur |
| ---------------- | --------- | ------------------- | --- | ----- |
| Galatasaray      | 1         | Schalke 04          | 1–1 | 3–2   |
| Celtic           | 2         | Juventus            | 0–3 | 0–2   |
| Arsenal          | 3         | Bayern München      | 1–3 | 2–0   |
| Shakhtar Donetsk | 4         | Borussia Dortmund   | 2–2 | 0–3   |
| Milan            | 5         | Barcelona           | 2–0 | 0–4   |
| Real Madrid      | 6         | Manchester United   | 1–1 | 2–1   |
| Valencia         | 7         | Paris Saint-Germain | 1–2 | 1–1   |
| Porto            | 8         | Málaga              | 1–0 | 0–2   |

### Tur
| Celtic | 0–3    | Juventus                            |
| ------ | ------ | ----------------------------------- |
|        | Raport | Matri 3' martieisio 77' Vučinić 83' |

| Valencia | 1–2    | Paris Saint-Germain     |
| -------- | ------ | ----------------------- |
| Rami 90' | Raport | Lavezzi 10' Pastore 43' |

| Șahtior Donețk             | 2–2    | Borussia Dortmund           |
| -------------------------- | ------ | --------------------------- |
| Srna 31' Douglas Costa 68' | Raport | Lewandowski 41' Hummels 87' |

A avut loc un minut de reculegere în comemorarea victimelor din Catastrofa aviatică din 13 februarie 2013.
| Real Madrid | 1–1    | Manchester United |
| ----------- | ------ | ----------------- |
| Ronaldo 30' | Raport | Welbeck 20'       |

| Porto        | 1–0    | Málaga |
| ------------ | ------ | ------ |
| Moutinho 56' | Raport |        |

| Arsenal      | 1–3    | Bayern München                    |
| ------------ | ------ | --------------------------------- |
| Podolski 55' | Raport | Kroos 7' Müller 21' Mandžukić 77' |

| Galatasaray   | 1–1    | Schalke 04 |
| ------------- | ------ | ---------- |
| B. Yılmaz 12' | Raport | Jones 45'  |

| Milan                   | 2–0    | Barcelona |
| ----------------------- | ------ | --------- |
| Boateng 57' Muntari 81' | Raport |           |

### Retur
| Manchester United | 1–2    | Real Madrid            |
| ----------------- | ------ | ---------------------- |
| Ramos 48' (o.g.)  | Raport | Modrić 66' Ronaldo 69' |

Real Madrid a câștigat 3–2 la general.
| Borussia Dortmund                        | 3–0    | Șahtior Donețk |
| ---------------------------------------- | ------ | -------------- |
| Santana 31' Götze 37' Błaszczykowski 59' | Raport |                |

Borussia Dortmund a câștigat 5–2 la general.
| Paris Saint-Germain | 1–1    | Valencia  |
| ------------------- | ------ | --------- |
| Lavezzi 66'         | Raport | Jonas 55' |

Paris Saint-Germain a câștigat 3–2 la general.
| Juventus                   | 2–0    | Celtic |
| -------------------------- | ------ | ------ |
| Matri 24' Quagliarella 65' | Raport |        |

Juventus a câștigat 5–0 la general.
| Schalke 04                | 2–3    | Galatasaray                            |
| ------------------------- | ------ | -------------------------------------- |
| Neustädter 17' Bastos 63' | Raport | Altıntop 37' B. Yılmaz 42' Bulut 90+5' |

Galatasaray a câștigat 4–3 la general.
| Barcelona                          | 4–0    | Milan |
| ---------------------------------- | ------ | ----- |
| Messi 5', 40' Villa 55' Alba 90+2' | Raport |       |

Barcelona a câștigat 4–2 la general.
| Málaga                  | 2–0    | Porto |
| ----------------------- | ------ | ----- |
| Isco 43' Santa Cruz 77' | Raport |       |

Malaga a câștigat 2–1 la general.
| Bayern München | 0–2    | Arsenal                 |
| -------------- | ------ | ----------------------- |
|                | Raport | Giroud 3' Koscielny 86' |

3–3 la general. Bayern München a câștigat datorită gulului de la Arsenal acasă.

## Sferturi de finală
Meciurile din tur au fost jucate pe 2 și 3 aprilie, iar cele din retur pe 9 și 10 aprilie 2013.
| Echipa #1           | Total | Echipa #2         | Tur | Retur |
| ------------------- | ----- | ----------------- | --- | ----- |
| Málaga              | 2-3   | Borussia Dortmund | 0–0 | 2-3   |
| Real Madrid         | 5-3   | Galatasaray       | 3–0 | 2-3   |
| Paris Saint-Germain | 3-3   | Barcelona         | 2–2 | 1-1   |
| Bayern München      | 4-0   | Juventus          | 2–0 | 2-0   |

### Tur
| Paris Saint-Germain           | 2–2    | Barcelona                 |
| ----------------------------- | ------ | ------------------------- |
| Ibrahimović 79' Matuidi 90+4' | Raport | Messi 38' Xavi 89' (pen.) |

| Bayern München      | 2–0    | Juventus |
| ------------------- | ------ | -------- |
| Alaba 1' Müller 63' | Raport |          |

| Málaga | 0–0    | Borussia Dortmund |
| ------ | ------ | ----------------- |
|        | Raport |                   |

| Real Madrid                        | 3–0    | Galatasaray |
| ---------------------------------- | ------ | ----------- |
| Ronaldo 9' Benzema 29' Higuaín 73' | Raport |             |

### Retur
| Borussia Dortmund                        | 3–2    | Málaga                 |
| ---------------------------------------- | ------ | ---------------------- |
| Lewandowski 40' Reus 90+1' Santana 90+3' | Raport | Joaquín 25' Eliseu 82' |

Borussia Dortmund a câștigat 3–2 la general.
| Galatasaray                       | 3–2    | Real Madrid       |
| --------------------------------- | ------ | ----------------- |
| Eboué 57' Sneijder 70' Drogba 72' | Raport | Ronaldo 7', 90+2' |

Real Madrid a câștigat 5–3 la general.
| Barcelona | 1–1    | Paris Saint-Germain |
| --------- | ------ | ------------------- |
| Pedro 71' | Raport | Pastore 50'         |

3–3 la general. Barcelona a câștigat datorită golurilor din deplasare.
| Juventus | 0–2    | Bayern München              |
| -------- | ------ | --------------------------- |
|          | Report | Mandžukić 64' Pizarro 90+1' |

Bayern München a câștigat 4–0 la general.

## Semi-finale
Meciurile din tur au fost jucate pe 23 și 24 apilie, iar cele din retur pe 30 aprilie și 1 mai 2013.
| Echipa #1         | Total | Echipa #2   | Tur | Retur |
| ----------------- | ----- | ----------- | --- | ----- |
| Bayern München    | 7–0   | Barcelona   | 4–0 | 3–0   |
| Borussia Dortmund | 4–3   | Real Madrid | 4–1 | 0–2   |

### Tur
| Bayern München                       | 4–0    | Barcelona |
| ------------------------------------ | ------ | --------- |
| Müller 25', 82' Gómez 49' Robben 73' | Raport |           |

| Borussia Dortmund                    | 4–1    | Real Madrid |
| ------------------------------------ | ------ | ----------- |
| Lewandowski 8', 50', 55', 66' (pen.) | Raport | Ronaldo 43' |

### Retur
| Real Madrid           | 2–0    | Borussia Dortmund |
| --------------------- | ------ | ----------------- |
| Benzema 83' Ramos 88' | Raport |                   |

Borussia Dortmund a câștigat 4–3 la general.
| Barcelona | 0–3    | Bayern München                         |
| --------- | ------ | -------------------------------------- |
|           | Raport | Robben 49' Piqué 72' (o.g.) Müller 76' |

Bayern München a câștigat 7–0 la general.

## Finala
Finala a fost jucată pe 25 mai 2013 la Stadionul Wembley din Londra, Anglia.
| Borussia Dortmund   | 1–2    | Bayern München           |
| ------------------- | ------ | ------------------------ |
| Gündoğan 68' (pen.) | Raport | Mandžukić 60' Robben 89' |